# Hystrichophora macrophylla
 Hystrichophora macrophylla  Mattf., 1936 è una pianta angiosperma dicotiledona della famiglia delle Asteraceae. Hystrichophora macrophylla è anche l'unica specie del genere Hystrichophora  Mattf., 1936.

## Etimologia
Il nome scientifico della specie è stato definito per la prima volta dal botanico Johannes Mattfeld (1895-1951)nella pubblicazione " Notizblatt des Botanischen Gartens und Museums zu Berlin-Dahlem. Berlin-Dahlem" ( Notizbl. Bot. Gart. Berlin-Dahlem 13: 289) del 1936. Il nome scientifico del genere è stato definito per la prima volta nella stessa pubblicazione.

## Descrizione
Le specie di questo genere sono delle erbacee con cicli biologici annuali o perenni. Spesso sulla superficie di queste piante sono presenti peli semplici, peli a “T” e anche tricomi.
Le foglie sono disposte in modo alterno (raramente sono a spirale o opposte) oppure rosulate (a rosetta basale). Possono essere sia picciolate che sessili. La lamina in genere è intera e larga; la consistenza può essere membranacea. Le venature normalmente sono pennate. I margini sono spinulosi e dentati. La superficie inferiore è tomentosa; quella superiore è scabro-pubescente. Dimensione delle foglie: larghezza 25 cm; lunghezza 40 cm.
L'infiorescenza è formata da numerosi capolini peduncolati o subsessili spesso in formazioni globose (30 - 50 capolini) ma anche solitari. La struttura dei capolini è quella tipica delle Asteraceae: un peduncolo sorregge un involucro a forma spesso campanulata composto da diverse squame (o brattee) disposte su 6 - 7 serie embricate che fanno da protezione al ricettacolo sul quale s'inseriscono i fiori di tipo tubuloso. Le brattee dell'involucro, persistenti, con forme ovate e terminanti in punte spinose e rigide, sono divise in esterne (brattee allargate) e interne (brattee erette e patenti). Il ricettacolo normalmente è sprovvisto di pagliette (ricettacolo nudo). Lunghezza dell'involucro: 9 – 10 mm.
I fiori, da 5 a 6 per capolino, sono tetra-ciclici (ossia sono presenti 4 verticilli: calice – corolla – androceo – gineceo) e pentameri (ogni verticillo ha in genere 5 elementi). I fiori sono inoltre ermafroditi e actinomorfi.
- Formula fiorale:

*/x K {\displaystyle \infty }, [C (5), A (5)], G 2 (infero), achenio
- Calice: i sepali del calice sono ridotti ad una coroncina di squame.
- Corolla: la corolla, formata da un imbuto terminante in 5 lobi, è glabra. Il colore varia da blu a bianco.
- Androceo: gli stami sono 5 con filamenti liberi e distinti, mentre le antere sono saldate in un manicotto (o tubo) circondante lo stilo.[11] Le antere alla base sono presenti dei margini sterili; in genere sono prive di ghiandole. Il polline è del tipo triporato (con le fessure di germinazione costituite da tre pori)[12]; con polline triporato la parte più esterna dell'esina è sollevata a forma di creste e depressioni ("lophato").
- Gineceo: lo stilo è filiforme con base con larghi nodi o protuberanze. Gli stigmi dello stilo sono due lunghi e divergenti; sono sottili, pelosi e con apice acuto. L'ovario è infero uniloculare formato da 2 carpelli. Gli stigmi hanno la superficie stigmatica interna (vicino alla base).[13]

I frutti sono degli acheni con pappo. Gli acheni, con forme ovoidali, hanno 8 - 10 coste. Sulla superficie degli acheni sono scarsamente pubescenti o sono presenti dei peli sericei; all'interno si può trovare del tessuto di tipo idioblasto e rafidi elongati (quest'ultimi possono anche essere assenti); non è presente il tessuto fitomelanina. Il pappo è formato esternamente da circa 12 squame caduche con forme da ovate a lanceolate lunghe 0,4 - 0,9 mm; internamente si presenta con più o meno 12 squamelle lineari-lanceolate lunghe 4,5 – 5 mm e persistenti. Lunghezza dell'achenio: 3 - 3,5 mm.

## Biologia
- Impollinazione: l'impollinazione avviene tramite insetti (impollinazione entomogama tramite farfalle diurne e notturne).
- Riproduzione: la fecondazione avviene fondamentalmente tramite l'impollinazione dei fiori (vedi sopra).
- Dispersione: i semi (gli acheni) cadendo a terra sono successivamente dispersi soprattutto da insetti tipo formiche (disseminazione mirmecoria). In questo tipo di piante avviene anche un altro tipo di dispersione: zoocoria. Infatti gli uncini delle brattee dell'involucro si agganciano ai peli degli animali di passaggio disperdendo così anche su lunghe distanze i semi della pianta.

## Distribuzione e habitat
Le specie di questo gruppo si trovano solamente nella Tanzania. L'habitat tipico sono le aree sotto gli alberi fino a 600 metri di quota.

## Tassonomia
La famiglia di appartenenza di questa voce (Asteraceae o Compositae, nomen conservandum) probabilmente originaria del Sud America, è la più numerosa del mondo vegetale, comprende oltre 23.000 specie distribuite su 1.535 generi, oppure 22.750 specie e 1.530 generi secondo altre fonti (una delle checklist più aggiornata elenca fino a 1.679 generi). La famiglia attualmente (2021) è divisa in 16 sottofamiglie.

### Filogenesi
Le specie di questo gruppo appartengono alla sottotribù Erlangeinae descritta all'interno della tribù Vernonieae Cass. della sottofamiglia Vernonioideae Lindl.. Questa classificazione è stata ottenuta ultimamente con le analisi del DNA delle varie specie del gruppo. Da un punto di vista filogenetico in base alle ultime analisi sul DNA la tribù Vernonieae è risultata divisa in due grandi cladi: Muovo Mondo e Vecchio Mondo. I generi di Erlangeinae appartengono al subclade relativo all'Africa tropicale e meridionale (l'altro subclade africano comprende anche specie delle Hawaii) frammisti ai generi di altre sottotribù; si tratta quindi di un clade non ancora ben risolto filogeneticamente.
La sottotribù, e quindi i suoi generi, si distingue per i seguenti caratteri:
- le specie della sottotribù sono principalmente di origine Africana;
- nella pubescenza sono presenti peli da asimmetrici a simmetrici a forma di "T";
- alcune specie hanno delle foglie pennate divise in segmenti;
- le infiorescenze in genere non sono sottese alla base da brattee fogliacee;
- il polline varia da triporato a tricolporato;
- gli acheni possono avere da 4 a 12 coste;
- il pappo è cupoliforme.

In precedenza la tribù Vernonieae, e quindi la sottotribù di questo genere, era descritta all'interno della sottofamiglia Cichorioideae.
I caratteri distintivi per le specie di questo genere sono:
- le foglie sono per lo più raccolte in rosette basali;
- la lamina delle foglie è allargata e tomentosa di sotto;
- le brattee dell'involucro hanno delle punte spinose.